# Valbo härad
Valbo härad var ett härad i sydvästra Dalsland, inom de nuvarande kommunerna Munkedal och Färgelanda. Häradets areal var 730,67 kvadratkilometer varav 691,18 land. Tingshuset låg från 1764 i Tångelanda, och användes fram till 1977. Tingsställe var i början av 1680-talet Horntreten och Bandene, från 1686 Stigen, från 1694 i Rösäter i Högsäters socken och från 1730 till 1764 i Holmen.

## Socknar
I Munkedals kommun
- Valbo-Ryr

I Färgelanda kommun
- Torp
- Färgelanda
- Ödeborg
- Högsäter
- Rännelanda
- Råggärd
- Lerdal
- Järbo

## Län, fögderier, domsagor, tingslag och tingsrätter
Häradet hörde mellan 1634 och 1998 till Älvsborgs län, därefter till Västra Götalands län. Församlingarna ingår i Karlstads stift. Valbo Ryr socken övergick 1967 till Göteborgs och Bohus län och dess församling 1968 till Göteborgs stift
Häradets socknar hörde till följande fögderier:
- 1686–1715 Dalslands fögderi
- 1716–1945 Sundals fögderi
- 1946–1966 Melleruds fögderi Ej Ödeborgs, Färgelanda, torps och Valbo-Ryrs socknar
- 1967–1990 Vänersborgs fögderi från 1946 för Ödeborgs, Torps och Färgelanda socknar; från 1946-1966 för Valbo-Ryrs socken
- 1967–1990 Munkedals fögderi för Valbo-Ryrs socken

Häradets socknar tillhörde följande domsagor, tingslag och tingsrätter:
- 1680-1947 Valbo tingslag i 
  - 1680–1769 Tössbo, Vedbo, Nordals, Sundals och Valbo häraders domsaga
  - 1770–1947 Nordals, Sundals och Valbo domsaga
- 1948–1969 Nordals, Sundals och Valbo tingslag i Nordals, Sundals och Valbo domsaga
- 1970 Vänersborgs domsagas tingslag i Vänersborgs domsaga

- 1971– Vänersborgs tingsrätt och dess domsaga

Valbo-Ryrs socken hörde från 1967 till
- 1967–1970 Sunnervikens domsaga med
  - Sunnervikens tingslag
- 1971– Uddevalla tingsrätt och dess domsaga

## Häradsvapnet
Blasonering: I silver en svart fyrkantsharv med dragring i övre vänstra och nedre högra hörnet.
Häradsvapnet fastställdes den 28 juni 1968 av Kungl. Maj:t. Motivet är hämtat från ett häradssigill. 
Samma vapen registrerades för Färgelanda kommun i PRV 1980.